# Millettia urophylloides
Millettia urophylloides är en ärtväxtart som beskrevs av De Wild. Millettia urophylloides ingår i släktet Millettia och familjen ärtväxter. Inga underarter finns listade i Catalogue of Life.